# Jill Greenbergová
Jill Greenbergová (nepřechýleně Greenberg; * červenec 1967 Montreal, Québec, Kanada) je americká fotografka a umělkyně. Je známá svými portréty a výtvarnými díly.

## Život a dílo
Narodila se v Montrealu, Québec, a vyrostla na předměstí Detroitu. Absolvovala s vyznamenáním v roce 1989 školu designu v Rhode Island, fotografii na vysoké škole a přestěhovala se do New York City, aby se mohla věnovat kariéře fotografky. V roce 2000 se odstěhovala do Los Angeles, kde se seznámila se svým manželem Robertem.
V roce 2007 byla vybrána francouzským magazínem French Photo Magazine u příležitosti jeho 40. výročí, který ji představil jako jednu ze 40 nejvýznamnějších fotografů. Dělala komerční práce pro společnosti, jako je Philip Morris, Microsoft, Polaroid, DreamWorks Pictures, Sony Pictures, Paramount Pictures, MGM, Disney, Fox, Coca Cola, Pepsi, Smirnoff, MTV, Warner Bros., Sony Music a Atlantic Records. Její snímky se objevily na obálkách magazínů jako jsou Time, Newsweek, Wired, Fast Company, Entertainment Weekly a v řadě dalších publikací. Mezi významnými osobnostmi, které portrétovala nechyběli například Clint Eastwood, Glenn Close, Steven Spielberg, James Cameron, Jeff Bezos nebo Richard Jenkins.
Její díla byla otištěna v časopisech Harper's, The New Yorker, The New Republic a v několika dalších publikacích. Její portréty opic koupili sběratelé na celém světě. Vystavovala na CLAMPART v New Yorku a Fahey/Klein v Los Angeles. Dále vystavovala v takových městech jako například Amsterdam, Holandsko; Paříž, Francie; Adelaide, Austrálie; San Francisco; Chicago; a v řadě dalších měst.
Autorka má svůj vlastní styl, ale inspirovala se takovými fotografy jako LaChapelle nebo Richard Avedon.
Autorka sama uznala, že se jí zejména díky využití digitální postprodukce přezdívá "manipulátor". Ve své kariéře brzy přijala grafický editor Photoshop, který používá od jeho vydání v roce 1990. Nicméně, řekla v rozhovoru v roce 2011, že některé efekty, o kterých si její fanoušci myslí, že je postprodukce, jsou výsledkem osvětlení. Na svícení klade velký důraz a později v editoru provádí pouze menší úpravy.

## End Times
Cyklus End Times představuje sérii hyperrealistických portrétních fotografií batolat, které měly tváře pokřivené různou emocionální úzkostí. Snímky odrážely frustraci autorky s vládou George W. Bushe a křesťanským fundamentalismem ve Spojených státech. Děti rozplakala v některých případech tak, že jim nabízela sladkosti, které jim pak zase brala. Toto kontroverzní jednání bylo předmětem diskuse v roce 2006, byla obviněna z neetického jednání a vyvolala předložení velkého počtu stížností na uměleckou galerii, která veřejnou výstavu jejích prací hostila.

## Ocenění
- 2010 AP26 American Photography
- 2010 PDN PIX Digital Imaging
- 2009 AP25American Photography
- 2009 PDN PIX Digital Imaging
- 2009 Society for Publication Designers
- 2008 Nominee, New York Photo Awards, Advertising (single)
- 2007 AP23 American Photography
- 2007 Society of Publication Designers- Silver Medal
- 2006 Award of Excellence, Communications Arts Photography Annual
- 2006 Print Placement – 2nd Place, PDN/Nikon Self Promotion
- 2006 Direct Mail Award – 1st Place, PDN/Nikon Self Promotion
- 2005 Special Book – 2nd Place, PDN/Nikon Self Promotion
- 2004 Self-Promo Award – 2nd Place, PDN/Nikon Self Promotion
- 1997 Award of Excellence, Communications Arts Annual

## Publikace
- GREENBERG, Jill. Monkey portraits. New York: Bulfinch Press, 2006. Dostupné online. ISBN 0821257552.
- GREENBERG, Jill. End times. Los Angeles: Paul Kopeikin Gallery, 2006.
- GREENBERG, Jill. Bear portraits. New York: Little, Brown, 2009. ISBN 9780316031882.